# Esena Perimeno
Esena Perimeno är Despina Vandis andra musikalbum. Albumet kom ut år 1996 i Grekland och intilliggande länder.

## Låtlista
1. Enoha Vradia
2. Den Petheni E Agapi
3. Esena Perimeno
4. Efiges
5. Erotas Alitis
6. Proti Nihta
7. Enohos
8. Pos Berdeftika
9. Den Aniko Se Kanenan
10. Ke T'oniro Egine Efialtis
11. I Andres Theloun Pedema
12. As Tous Na Lene
13. Emis I Dio Malonoume